# 한아람초등학교
한아람초등학교는 대한민국 경기도 광주시에 있는 공립 초등학교이다.

## 연혁
- 2019년 9월 1일 : 개교